# Textolife
Textolife est une startup éditrice d'une application mobile éponyme. Fondée en janvier 2015, la société propose de transformer des conversations virtuelles (SMS, MMS, WhatsApp, Emojis, et Messenger) en un livre personnalisé ou un document au format PDF. 

## Historique

### Création
Le concept de Textolife émerge en 2013 lorsque Yasmine Bahri Domon décide d’offrir à ses proches un résumé d’une année de messages échangés pour Noël. Construit à partir de captures d’écran collées sous Microsoft Word, le travail nécessite trois semaines avant de l'envoyer chez un imprimeur. Yasmine Bahri Domon décide finalement de mettre en place un processus automatisé pour commercialiser son idée sous la forme d'un livre ou d'un fichier PDF,,,,. 
L'application est disponible sur les systèmes d'exploitations mobiles iOS et Android. Une personnalisation de l'ouvrage est possible par exemple en choisissant le style graphique, la mise en page, en intégrant des photographies associées aux échanges. 
L'entreprise communique notamment autour de la Saint-Valentin qui symbolise les échanges de mots doux. 

### Partenariat avec Orange
Textolife signe un partenariat avec Orange après avoir été intégrée en septembre 2016 à l'accélérateur de startups du groupe.